# Aceñas de Olivares

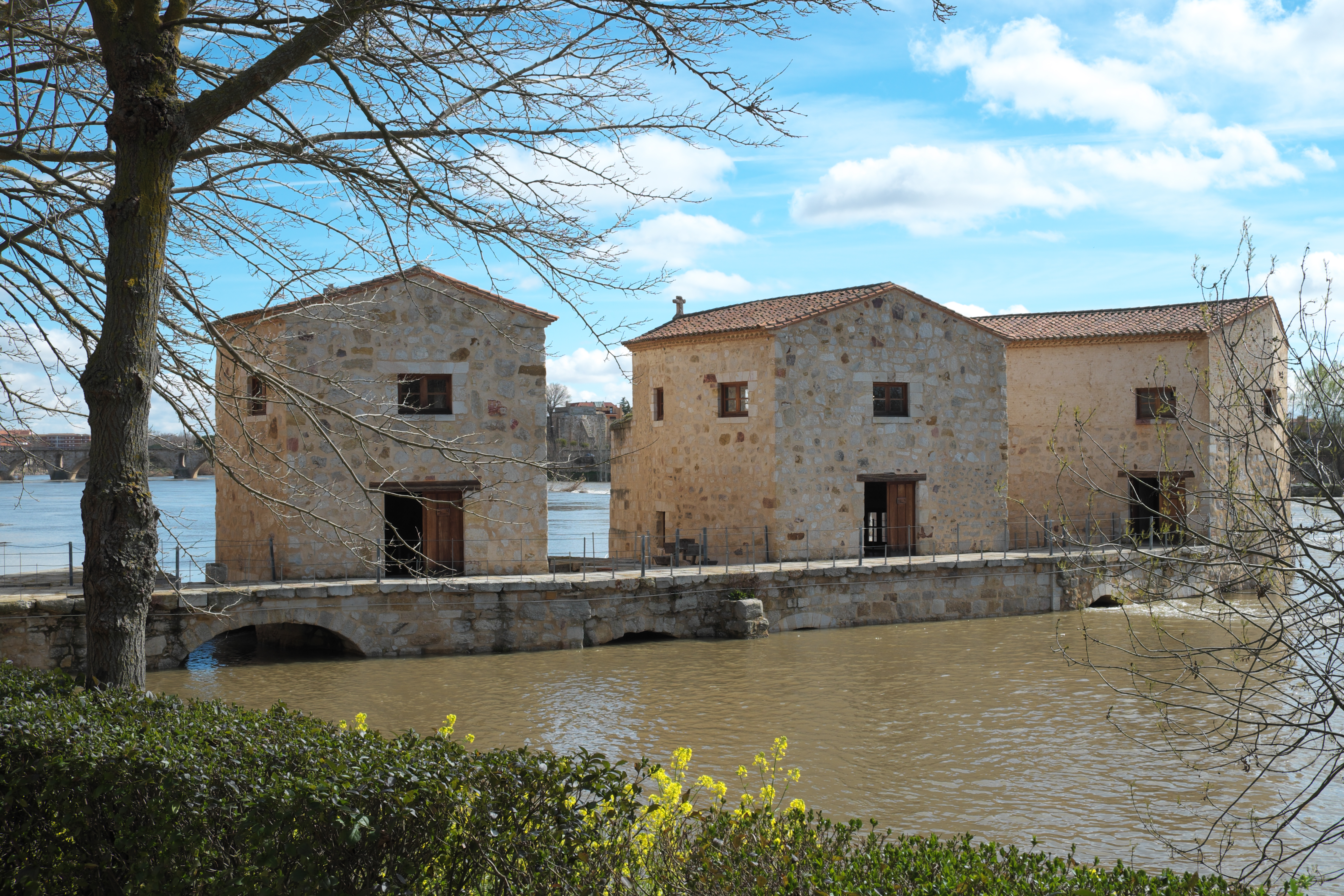
Wassermühlen in Zamora

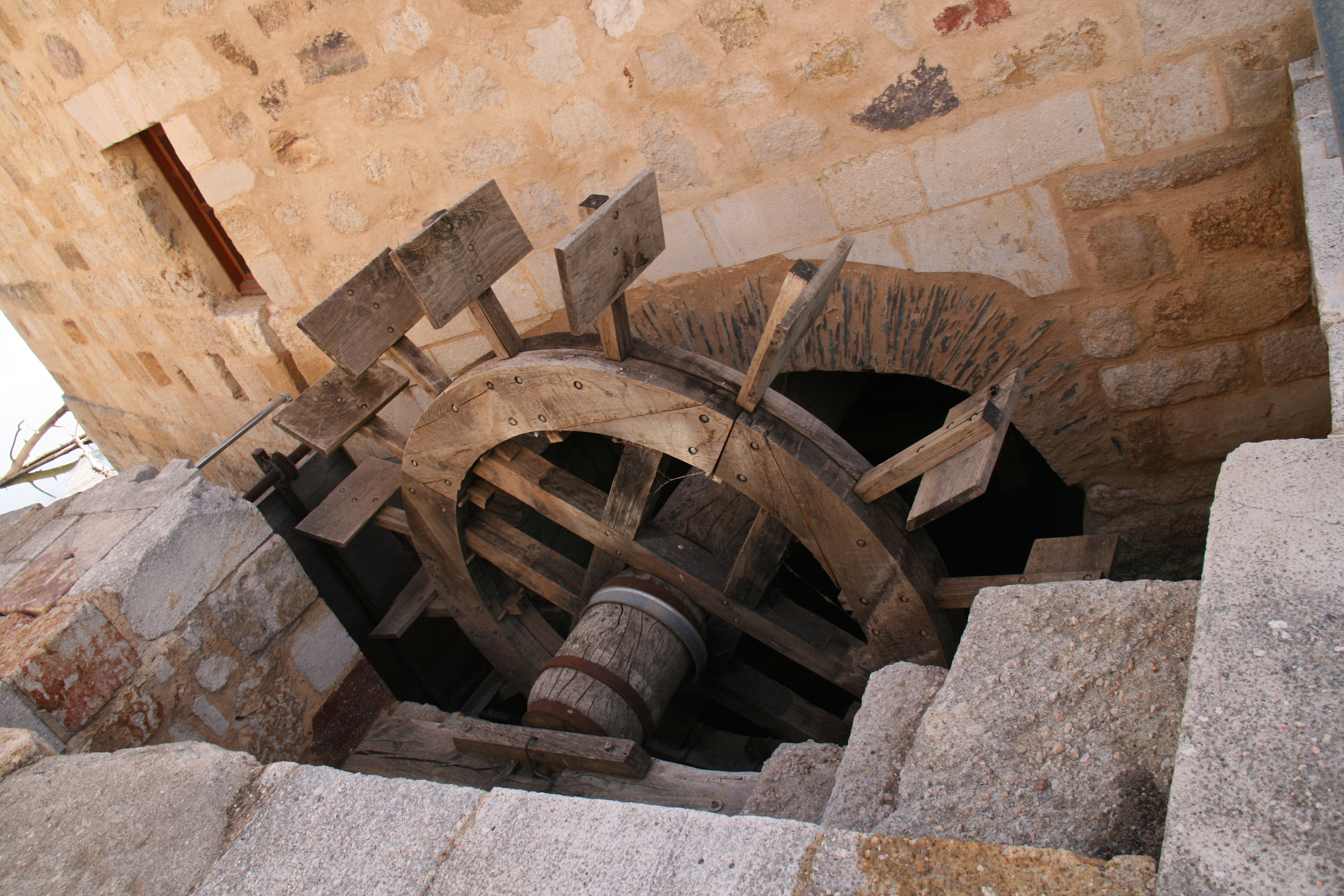
Wasserrad

Die Aceñas de Olivares in Zamora, der Hauptstadt der gleichnamigen Provinz in der Autonomen Region Kastilien-León in Spanien, sind Wassermühlen, die spätestens im 10. Jahrhundert errichtet wurden. Die Mühlen am Fluss Duero werden als Museum genutzt, um die Arbeit der Wassermühlen darzustellen.

## Geschichte
Die Wassermühlen, nach dem Barrio de Olivares (Stadtviertel Olivares) benannt, wurden im Jahr 1157 von König Alfons VII. dem Domkapitel des Bistums Zamora geschenkt. Sie waren bis Anfang des 20. Jahrhunderts in Betrieb. Die Anlage besteht aus vier Gebäuden, in den drei im Fluss stehenden wurden durch Wasserräder Mühlwerke angetrieben.

## Heutige Nutzung
Im Jahr 2008 wurden die Mühlengebäude restauriert und das Centro de Interpretación de las Industrias Tradicionales del Agua eingerichtet, ein Museum das die Arbeit der Wassermühlen anhand von Fotos, Texten und Objekten darstellt. Das Museum wird von der Stadt Zamora geführt und der Eintritt ist frei.